# UDイビサ＝エイビッサ
UDイビサ＝エイビッサ（ウニオン・デポルティーバ・イビサ＝エイビッサ、スペイン語: Unión Deportiva Ibiza-Eivissa）は、スペイン・バレアレス諸島州エイビッサ（バレアレス諸島イビサ島）に本拠地を置いていたサッカークラブ。最終年度となった2010-11シーズンはレヒオナル・デ・イビサ（地域リーグ）に所属していた。

## 歴史
1995年、近隣のクラブの合併によりUDイビサ＝エイビッサが設立され、1997年にはSDイビサも合併の流れに加わった。クラブ名称はCEエイビッサと改められ、続く9シーズンをテルセーラ・ディビシオン（4部相当）で戦った。2001年にはSDエイビッサと名称が変更され、2007年にはSEエイビッサ＝イビサとなった。2007-08シーズンと2008-09シーズにはクラブ史上初めてセグンダ・ディビシオンB（3部相当）に参戦したが、2009年8月4日、2段階の降格処分が下されてディビシオネス・レヒオナレス（地域リーグ、5部以下）登録となった。10月にはイタリア人投資家グループによって買収され、クラブ名がUDイビサ＝エイビッサに変更された。100万ユーロの負債を抱え、2010年5月中旬に管理者によって破産が申告された。この当時、クラブには会長や取締役会は存在しなかった。

### クラブ名の変遷
- SDイビサ 1956–1997
- UDイビサ 1995–1997
- CEエイビッサ 1997–2001（SDイビサとUDイビサが合併）
- SDエイビッサ 2001–2007
- SEエイビッサ＝イビサ 2007–2009
- UDイビサ＝エイビッサ 2009–2010

## タイトル
- テルセーラ・ディビシオン : 1回

2006-2007

## 成績
| シーズン | ディビジョン | 順位 | 国王杯 |
| -------- | ------------ | ---- | ------ |
| 1995–96  | レヒオナレス | —    |        |
| 1996–97  | レヒオナレス | —    |        |
| 1997–98  | レヒオナレス | —    |        |
| 1998-99  | テルセーラ   | 15位 |        |
| 1999-00  | テルセーラ   | 15位 |        |
| 2000–01  | テルセーラ   | 15位 |        |
| 2001–02  | テルセーラ   | 15位 |        |
| 2002–03  | テルセーラ   | 5位  |        |
| 2003–04  | テルセーラ   | 5位  |        |

| シーズン | ディビジョン | 順位 | 国王杯 |
| -------- | ------------ | ---- | ------ |
| 2004–05  | テルセーラ   | 7位  |        |
| 2005–06  | テルセーラ   | 5位  |        |
| 2006–07  | テルセーラ   | 1位  |        |
| 2007–08  | セグンダB    | 7位  |        |
| 2008–09  | セグンダB    | 18位 |        |
| 2009-10  | レヒオナレス | 4位  |        |
| 2010-11  | レヒオナレス | 撤退 |        |

- 2シーズン - セグンダ・ディビシオンB（3部相当）
- 9シーズン - テルセーラ・ディビシオン（4部相当）
- 4シーズン - ディビシオネス・レヒオナレス（5部以下相当）

## 歴代所属選手

### DF
- アントニ・リマ 2006-2008

### FW
- ハビエル・モレーノ 2008